# Chiesa di San Bartolomeo Apostolo (Chiarano)
La chiesa di San Bartolomeo Apostolo è la parrocchiale di Chiarano, in provincia di Treviso e diocesi di Vittorio Veneto; fa parte della forania di Motta di Livenza.

## Storia
Da un documento del 1334 s'apprende che la chiesa di Chiarano era una pieve. Il 3 gennaio 1513 papa Leone X affidò la cura d'anime ai canonici regolari di Sant'Agostino di Venezia. Nel XVI secolo la chiesa fu ricostruita e nel 1773 la parrocchia ritornò al clero della diocesi di Ceneda. La parrocchiale venne consacrata nel 1826 dal vescovo di Ceneda Giacomo Monico; la facciata dell'edificio fu riedificata nel 1910 in stile neoromanico, mentre nel 1925 vennero costruite le navate laterali.

## Interno
Opere di pregio conservate all'interno della chiesa sono il marmoreo altare maggiore del 1774, il tabernacolo, anch'esso in marmo, la statua di San Sebastiano Martire e quella di San Vincenzo Ferreri, l'altare laterale di San Bartolomeo, sul quale si trova una pala raffigurante proprio San Bartolomeo Apostolo, eseguita nel 1887 dal veneziano Giovanni Spoldi, il battistero, in marmo rosso, la pala della Deposizione della Croce, opera di Antonio Aliense, e quella della Vergine Addolorata, posta sull'altare laterale della Madonna, e l'organo Callido, costruito nel 1794 e restaurato a fine Novecento dalla ditta veronese Formentelli.